# N-Phenylanthranilsäure
N-Phenylanthranilsäure ist eine chemische Verbindung aus der Gruppen der aromatischen Carbonsäuren und der aromatischen Amine. Es handelt sich um ein Derivat der Anthranilsäure.

## Gewinnung und Darstellung
N-Phenylanthranilsäure kann in einer Jourdan-Ullmann-Reaktion durch Umsetzung von 2-Chlorbenzoesäure mit Anilin in Gegenwart von Kupfer(I)-oxid und Kaliumcarbonat hergestellt werden.

## Verwendung
N-Phenylanthranilsäure kann mit konzentrierter Schwefelsäure zu Acridon zyclisiert werden.
Durch die Umsetzung von N-Phenylanthranilsäure mit Phosphorpentachlorid, gefolgt von der Umsetzung mit Ammoniumcarbonat in Phenol erhält man 9-Aminoacridin.
Derivate der N-Phenylanthranilsäure wie beispielsweise die Flufenaminsäure oder Etofenamat finden unter der Bezeichnung Fenamate, bzw. Anthranilsäurederivate Verwendung als nichtsteroidale Antirheumatika.